# Philipstown
Philipstown is een dorp in de gemeente Renosterberg gelegen in het oosten van de Karoo in de Zuid-Afrikaanse provincie Noord-Kaap. Het plaatsje ligt 56 km ten noordoosten van De Aar. De omgeving is redelijk vruchtbaar en de plaatselijke boeren houden zich vooral bezig met het houden van merinoschapen. Rondom Philipstown zijn heuvels met eigenaardige vormen.

## Geschiedenis
Philipstown werd als een gereformeerd kerkcentrum gesticht in mei 1963 op de grond van de boerderij "Rietfontein" en werd in augustus 1876 erkend als gemeente. Het plaatsje is vernoemd naar Sir Philip Edmond Wodehouse (1811-1887), gouverneur van de Kaapkolonie van 1861 tot 1870.
Heel wat gebouwen die het dorp kenmerken zijn van de eerste decennia, waaronder de oorspronkelijke kerk gebouwd in zandsteen en de pastorie. De gereformeerden (zogenoemde Doppers) hebben het dorp gesticht omdat deze gereformeerden in het district wilden ontsnappen aan de “smaad en vervolging” die hen in Colesberg door de lidmaten van de Nederduits-Gereformeerde kerk ten deel viel. Pas in 1873 is hier een dochtergemeente van de Nederduits-Gereformeerde kerk van Colesberg gesticht.

## Nederduits-Gereformeerde gemeente
De gemeente is op 8 februari 1873 afgesplitst van die van Colesberg met ds. Anton Daniël Lückhoff als eerste consulent. Die eerste predikant, ds. J.P. Jordaan, werd pas drie jaar later in 1876 bevestigd in zijn ambt. De jaarboeken van de Nederduits-Gereformeerde kerk getuigen ook hier van die voortgezette ontvolking van het platteland. In 1933, toen ds. J. Conradie de predikant was, waren hier 504 lidmaten. In 1979 was hiervan nog amper de helft van over, namelijk 265. In 2000 was dit verder teruggelopen naar 188 en uiteindelijk in 2010 was aantal lidmaten nog maar 162. Wat op zich toch nog een stijging was met 22 vergeleken met 2008.